# Guillermo Brown
Guillermo Brown (ur. jako William Brown 22 czerwca 1777 w Foxford, zm. 3 marca 1857 w Buenos Aires) – argentyński admirał irlandzkiego pochodzenia, bohater narodowy, „ojciec marynarki argentyńskiej”.

## Życiorys
Urodził się w Foxford (hr. Mayo) w Irlandii. W 1886 wraz z rodziną wyemigrował do Ameryki i osiadł w Filadelfii. Osierocony wkrótce potem, zaciągnął się na statek kupiecki, gdzie rozpoczął służbę chłopca okrętowego
W 1796 roku został siłą wcielony do Royal Navy; dostał się do francuskiej niewoli, z której zbiegł, ale został ponownie uwięziony. Po kolejnej ucieczce (z [Verdun), przez Niemcy, w 1809 r. powrócił do Anglii; w tym roku ożenił się z Elizą Chitty. Kupił były francuski statek korsarski, który ochrzcił „Eliza” i na którym popłynął do Ameryki Południowej. Statek ten natychmiast utracił przez błąd nawigacyjny, ale ocalił ładunek, ze sprzedaży którego nabył szkuner „Industria” i rozpoczął regularną żeglugę między Buenos Aires a Montevideo, głównie handlując bronią i amunicją. W 1810 przyłączył się do walczących o niepodległość Argentyńczyków, gdy hiszpańska eskadra, blokująca Buenos Aires, zarekwirowała jego statek. Zorganizował wówczas wypad i zdobył jedną z jednostek blokadowych. W 1812 wyjechał do Anglii, skąd wrócił wraz ze swoją rodziną. W 1814 został mianowany dowódcą nowo powstałej floty Argentyny.
Z tą flotą  zaatakował 10 marca liczącą 9 okrętów flotyllę hiszpańską zakotwiczoną pod osłoną baterii nadbrzeżnej koło wyspy Martín García. Po śmierci pilota, okręt flagowy Browna wszedł na mieliznę, a reszta eskadry umknęła; osamotniony okręt bronił się przez 12 godzin, aż kolejny przypływ pozwolił mu zejść z mielizny. Brown dokonał awaryjnych napraw postrzelanej jednostki, zamustrował nową załogę (z poprzedniej połowa zginęła lub była ranna) i 16 marca uderzył ponownie. Tym razem wysadził pod ogniem desant, który wziął szturmem baterie nadbrzeżne; Hiszpanie porzucili pozycje obronne i zapasy na brzegu, zaokrętowali się i odpłynęli w górę rzeki Urugwaj. Następnie 20 kwietnia z eskadrą 7 okrętów zablokował Montevideo oblegane przez 4000 żołnierzy gen. Rondeau. Wobec tego nowego zagrożenia, 20 maja z Montevideo wyszła eskadra hiszpańska (13 okrętów), aby przełamać argentyńską blokadę. Brown odciągnął nieprzyjaciela od portu, nim podjął walkę, która trwała łącznie trzy dni. W ciągu walk, trzy jednostki hiszpańskie zostały zdobyte, a trzy kolejne – spalone przez własne załogi; okręt flagowy Browna ścigał nieprzyjaciela aż do portu w Montevideo. W następstwie klęski i wzmocnienia sił oblegających, 20 czerwca Montevideo się poddało (w ręce argentyńskie wpadło m.in. 500 dział i 100 statków).
W latach 1825–27 Brown dowodził flotą Zjednoczonych Prowincji de La Plata w wojnie z Brazylią. 9 lutego 1826 z eskadrą liczącą 6 okrętów i statek szpitalny zaatakował brazylijską eskadrę wadm. Rodrigo José Ferreira de Lôbo, która blokowała wybrzeża argentyńskie niedaleko przylądka Collares; po dwóch godzinach walki, Argentyńczycy wycofali się do swej bazy, a Brown zmienił kilku dowódców swych okrętów. Dwa tygodnie później, 26 lutego, zaatakował brazylijski garnizon Colonia del Sacramento; brazylijskie baterie nadbrzeżne odparły atak, tak poważnie uszkadzając brygantynę „General Belgrano”, że ta później zatonęła. Brown podjął kolejną próbę już 1 marca, gdy w nocnym ataku na port Coloniii del Sacramento jego marynarze zdobyli i spalili 18-działową brygantynę, wszelako kosztem 200 ludzi, straconych po zatopieniu 3 z 6 atakujących łodzi. Uniknąwszy następnie sił przeciwnika, Brown wycofał się, by na swym okręcie flagowym, 28-działowej fregacie „25 de Mayo” 11 kwietnia i 3 maja stoczyć na przybrzeżnych wodach urugwajskich dwie nierozstrzygnięte potyczki z brazylijską fregatą „Nichteroy” (36 dział). W międzyczasie (27 kwietnia) próbował jeszcze zdobyć w Montevideo w nocnym ataku fregatę „Imperatriz” (52 działa), ale bez powodzenia. Eskadra brazylijska, pod zmienionym dowództwem, starła się z siłami Browna 25 maja i 10 czerwca, w obydwu przypadkach bez większego efektu. Lepiej powiodło się Brazylijczykom 29 i 30 maja: ich silniejsza eskadra w dwudniowej walce zdołała wystarczająco uszkodzić flagową fregatę Browna, by zatonęła ona następnego dnia. W końcu października Brown wyruszył na trzymiesięczny rejs korsarski z dwoma okrętami i do Bożego Narodzenia udało mu się przechwycić kilka jednostek wroga.
W latach 1842–1843 brał udział w działaniach wojny domowej w Urugwaju, kiedy to Argentyna wsparła frakcję „białych”, popierającą prezydenta Manuela Oribe. 15 sierpnia 1842 r. w trzech potyczkach pod Montevideo rozbił flotyllę rzeczną dowodzoną przez przyszłego bohatera Włoch, Giuseppe Garibaldiego, którego wziął do niewoli, a następnie ocalił przed egzekucją (w dowód wdzięczności, w późniejszych latach Garibaldi nazwał jednego ze swych wnuków William, właśnie na cześć Browna).
Siły, którymi Brown blokował Montevideo, były niewielkie, ale wystarczająco dotkliwe, by spowodować interwencję sił angielskich i francuskich. W 1845 eskadra brytyjska zaaresztowała jednostki floty argentyńskiego admirała (który wcześniej oparł się żądaniom brytyjskiego dowódcy, by się zrzec komendy); pozbawiony floty Brown udał się na przymusową emeryturę, którą spędził w swojej niewielkiej posiadłości koło Buenos Aires.
Imię admirała Browna nosiły i noszą m.in.
- Okręty marynarki argentyńskiej:
  - ARA Almirante Brown (1826) – żaglowiec korsarski
  - ARA Almirante Brown (1867) – parowiec, jednostka szkolna
  - ARA Almirante Brown (1880) – okręt pancerny z 1880, służył do 1932 roku
  - ARA Almirante Brown (1929) – krążownik ciężki typu Veinticinco de Mayo
  - Almirante Brown – niszczyciel typu Fletcher
  - ARA Almirante Brown (1981) – wiodący niszczyciel typu Almirante Brown
- Miejsca i miejscowości
  - argentyńska stacja arktyczna Brown
  - Partido Almirante Brown – jedno z partido prowincji Buenos Aires
  - Almirante Brown (Chaco) – jeden z departamentów prowincji Chaco